# Чехова (Бердичівський район)
Чехова́ — село в Україні, у Ружинській селищній територіальній громаді Бердичівського району Житомирської області. Чисельність населення становить 63 особи (2001).

## Історія
Дослідники історії відносять заснування села до XVIII-ХІХ століть і пов'язують факт заснування з розбудовчою діяльністю польських магнатів Любомирського та Ржевуського.
У 1923—54 роках — адміністративний центр Чехівської сільської ради Ружинського району.